# Plagiognathus vitellinus
Plagiognathus vitellinus is een wants uit de familie van de blindwantsen (Miridae). De soort werd het eerst wetenschappelijk beschreven door Scholtz in 1847.

## Uiterlijk
De langvleugelige wants kan ongeveer 3 tot 3,5 mm lang worden De vrouwtjes zijn ovaal en zijn grijsgeel van kleur. De mannetjes zijn langwerpig en donkergeel. Het grijze doorzichtige deel van voorvleugels heeft gele aders. De gele pootjes hebben zwarte stippen op de dijen en op de schenen staan in de stippen zwarte stekels. De antennes zijn geel tot grijs met soms zwarte ringen of stippen in het midden van het eerste segment en de basis van het tweede segment. De basis van het eerste segment is zwart.

## Leefwijze
De soort kent één generatie per jaar. De eitjes komen in mei uit en de volwassen wantsen kunnen dan tot augustus waargenomen worden op spar en larix.

## Leefgebied
Het verspreidingsgebied van de soort is Palearctisch tot in China, Korea en Japan. De wantsen zijn ook in Noord-Amerika geïntroduceerd. In Nederland is de soort vrij algemeen in parken, tuinen en naaldbossen waar larix en spar groeit.